# 阿拉莫奧克斯 (加利福尼亞州)
阿拉莫奧克斯（英語：Alamo Oaks）是位於美國加利福尼亞州康特拉科斯塔縣的一個非建制地區。該地的面積和人口皆未知。

## 地理
阿拉莫奧克斯的座標為37°50′22″N 121°59′35″W / 37.83944°N 121.99306°W，而該地的平均海拔高度為157米（即515英尺）。